# Dedowitschi
Dedowitschi (russisch Дедовичи) ist eine Siedlung städtischen Typs in der Oblast Pskow (Russland) mit 8798 Einwohnern (Stand 14. Oktober 2010).

## Geografie
Die Siedlung liegt am rechten Ufer der Schelon, eines Zuflusses des Ilmensees, unterhalb der Einmündung des linken Nebenflusses Sudoma etwa 100 Kilometer Luftlinie ostsüdöstlich der Oblasthauptstadt Pskow.
Dedowitschi ist Verwaltungszentrum des Rajons Dedowitschski und einzige Ortschaft der Stadtgemeinde (gorodskoje posselenije) Dedowitschi.

## Geschichte
Der Ort wurde am 11. September 1901 beim Bau der Eisenbahnstrecke Sankt Petersburg – Witebsk als Stationssiedlung an Stelle des Kirchhofes Wyssokoje gegründet und nach den nächstgelegenen Dörfern Bolschoi Dedowez und Maly Dedowez benannt.
Mit Einrichtung eines Rajons 1927 wurde Dedowitschi dessen Zentrum. Im Zweiten Weltkrieg war Dedowitschi, das Ende Juli 1941 von der deutschen Wehrmacht besetzt worden war, vom Februar bis September 1942 als Zentrum eines mehrere Tausend Quadratkilometer großen Gebietes in der Hand sowjetischer Partisanen. Endgültig wurde Dedowitschi Ende Februar 1944 im Rahmen der Leningrad-Nowgoroder Operation von der 1. Stoßarmee der Roten Armee zurückerobert, der im Gebiet der Siedlung die 16. Armee der Wehrmacht gegenüberstand.
1967 wurde der Status einer Siedlung städtischen Typs verliehen.

### Bevölkerungsentwicklung
| Jahr | Einwohner |
| ---- | --------- |
| 1939 | 2607      |
| 1959 | 2604      |
| 1970 | 3262      |
| 1979 | 6098      |
| 1989 | 8494      |
| 2002 | 9881      |
| 2010 | 8798      |

Anmerkung: Volkszählungsdaten

## Wirtschaft

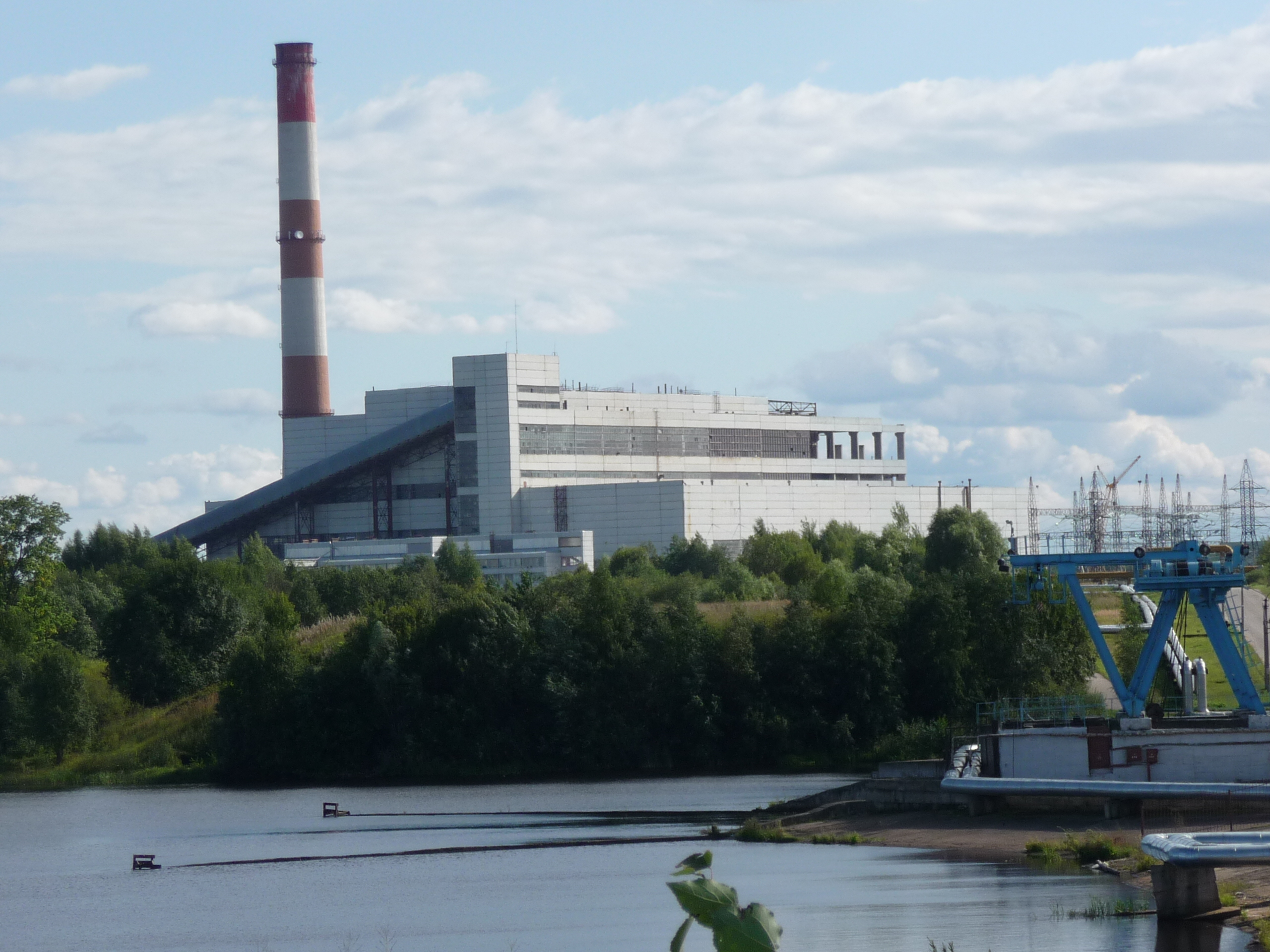
Pskower Wärmekraftwerk bei Dedowitschi

Einige Kilometer südlich von Dedowitschi befindet sich das Pskower Wärmekraftwerk (Pskowskaja GRES). Das mit Erdgas betriebene Kraftwerk mit einer Leistung von 430 Megawatt wurde zwischen 1993 und 1996 in Betrieb genommen und gehört heute zur OGK-2. Außerdem gibt es im Ort Betriebe der Forstwirtschaft und der holzverarbeitenden Industrie, der Lebensmittelindustrie sowie eine Fabrik für Plastikerzeugnisse.
Die Siedlung liegt an der Eisenbahnstrecke Sankt Petersburg – Nowosokolniki – Wizebsk (Streckenkilometer 277 ab Sankt Petersburg Witebsker Bahnhof). Von Dedowitschi besteht Anschluss an die 12 km westlich vorbeiführende Regionalstraße R57, die von Porchow durch den Osten der Oblast zur R58 zwischen Noworschew und Beschanizy führt.